# 테스토스테론
테스토스테론(영어: testosterone)은 남성 혹은 수컷의 주요 성호르몬이자 아나볼릭 스테로이드이다. 남성에게서 테스토스테론은 고환이나 전립선 등 남성의 생식 기관의 발달, 근골격 크기 증대나 체모 성장 등 2차 성징 촉진에 중요한 역할을 한다.
또 남성과 여성 모두에게 테스토스테론은 기분이나 행동 등과 관련한 건강과 행복,  골다공증 예방에 관여한다. 남성이 테스토스테론이 부족하면 허약과 골손실을 초래한다.
테스토스테론은 케톤기과 하이드록실기를 각각 3번 위치와 17번 위치에 포함하는 안드로스테인류의 스테로이드이다. 콜레스테롤로부터 유래해 몇 단계에 걸쳐 생합성되어 간에서 비활성 대사물질로 변환된다. 안드로겐 수용체와 연계하여 또는 안드로겐 수용체를 활성화하는 식으로 작동한다. 인간 및 대부분의 척추동물에서, 테스토스테론은 남성 또는 수컷의 고환에서 분비되며, 여성 또는 암컷의 난소에서도 소량 분비된다. 평균적으로 성인 남성은 성인 여성에 비해 분비량이 7-8배에 달한다. 남성에게서 테스토스테론 대사가 더 뚜렷해지면, 일일 분비량은 20배 더 커진다. 여성이나 암컷 역시 호르몬에 더 예민해진다.
천연호르몬 역할 외에도, 테스토스테론은 남성의 생식 기능 저하증 및 여성의 유방암 치료 약물로 사용한다. 나이들면서 테스토스테론 수치가 떨어진 노인 남성들에게 치료용으로 테스토스테론을 사용하기도 한다. 또 운동선수들은 경기력 향상 약물로 체격과 수행 능력 향상을 위해 불법적으로 사용하기도 한다. 세계반도핑기구는 테스토스테론을 'S1 아나볼릭 약제, 항상 금지'로 등재하고 있다.

## 생물학적 효과
보통 테스토스테론 같은 안드로겐은 안드로겐 수용체와 함께 단백질 합성과 조직의 성장을 촉진한다. 테스토스테론은 남성화와 아나볼릭 효과가 있다고 하지만, 이런 범주 묘사는 임의적인데 이들 사이에 상호 중첩이 있기 때문이다.
- '아나볼릭 효과'는 근육량 및 근력 성장, 골밀도 및 골력 증가, 골성숙과 선형 성장의 자극을 포함한다.
- '안드로겐 효과'는 성기의 성숙, 특히 음경 성숙과 태아의 음낭의 형성, 탄생 후 사춘기에 목소리 변성, 턱수염 등 수염 발달, 액모 성장이 있다. 대부분은 남성의 2차 성징 범주에 속한다.

테스토스테론 효과는 흔히 발생하는 연령에 따라 분류될 수 있다. 남녀의 출산 후 효과에 있어, 효과는 자유 테스토스테론 순환의 수치와 지속에 대부분 종속되어 있다.

### 출산 전
출산 전 효과는 두 범주로 나뉘며, 발달 단계와 관련하여 분류된다.
첫 시기는 임신 4-6주차이다. 중심선 융합, 음경 요도, 음낭이 얆아지고 주름이 생김, 음경 확대 등 생식기의 남성화가 발생한다. 테스토스테론 역할은 디하이드로테스토스테론 역할보다 작다. 또한 전립선과 정낭도 발달한다.
임신 4-6개월차에 안드로겐 수치는 성별 형성과 연관된다. 특히 테스토스테론은 항뮐러관 호르몬과 함께 볼프관 성장과 뮐러관 퇴화를 촉진한다. 이 시기동안 태아의 남성화나 여성화가 이뤄지며, 이때의 테스토스테론 수치는 성인 때의 그것보다 성유형별 행동 혹은 여성 혹은 남성적 행동을 예측하는데 있어 훨씬 좋은 지수가 될 수 있다. 출산 전 안드로겐은 성별 활동에 관한 흥미와 수행에 영향을 주며, 공간 능력에 효과를 끼친다. 선천부신과다형성을 보이는 여성들은, 어려서부터 남성스러운 놀이를 하는 모습을 보이며, 이는 곧 여성이라는 것에 대한 만족도 저하 및 성인기 이성에 대한 흥미 감소로 이어진다.

### 영아 초기
초기 영아 안드로겐 효과는 거의 규명되지 않았다. 남아는 생후 1주차에 테스토스테론 수치가 올라간다. 수치는 몇 달 동안 사춘기 범위에 남지만, 4-7개월까지 거의 탐지되지 않는 수준에 도달한다. 이러한 테스토스테론 수치 상승의 기능은 알려져 있지 않다. 신체 다른 부분에서 유의미한 변화가 규명되지 않았기에 두뇌의 남성화는 발생한다. 남성의 두뇌는 테스토스테론이 에스트로겐으로 방향족화하는 것을 통해 남성화된다. 에스트로겐은 혈액뇌장벽을 건너서 남성의 두뇌로 들어가지만, 여성 태아는 α-페토프로틴을 가지고 있는데, 이는 에스트로겐과 결합하여 여성 두뇌가 영향받지 않도록 한다.

### 사춘기 이전
사춘기 이전에, 안드로겐 수치 상승 효과는 소년과 소녀 모두에게 발생한다. 이는 성인 유형 체취, 피부와 모발 기름기 증가, 여드름, 음모발생, 겨드랑이털, 폭발적인 성장, 골성숙 증가, 수염 등이 있다.

### 사춘기
안드로겐이 일반 성인 여성 수치보다 수개월 혹은 수년 동안 높을 때 사춘기에의 테스토스테론 효과가 발생한다. 남성에게 있어 이러한 효과는 후기 사춘기 효과이며, 여성에게는 혈액 내 자유 테스토스테론 수치가 높아진 시기가 지속된 이후에 발생한다. 효과는 다음과 같다.
- 고환 내 정자형성 조직의 성장, 남성 수정 능력, 음경 혹은 음핵 크기 증가, 리비도 증가 및 발기 혹은 음핵 충혈 빈도 증가.
- 성장 호르몬의 발현과 함께 턱, 눈썹, 볼, 코 성장, 얼굴뼈 윤곽 재구축[29]
- 골성숙 및 성장 완료, 이는 에스트라디올 대사산물을 통하여 간접적으로 진행하기에, 여성보다 남성에게 보다 점진적으로 발생
- 근력 및 근육량 증가, 어깨가 벌어지고 흉곽이 넓어지며, 목소리가 굵어지고 목젖이 성장함
- 피지샘 확대. 이로 인해 얼굴에 여드름이 생기고, 얼굴의 피하지방이 줄어든다.
- 음모가 허벅지와 배꼽으로 확장, 구레나룻이나 턱수염 등 얼굴 체모 발달, 두피모(머리털) 손실(탈모), 흉모(가슴털), 유선모, 항모, 각모(다리털), 액모(겨드랑이털) 증가.

### 성인기
테스토스테론은 정상적인 정액 생산에 필요하다. 정원세포의 구분을 촉진하는 세르톨리 세포 내 유전자를 활성화한다. 지배 도전 하에 급성 시상하부-뇌하수체-부신 축 반응을 조절한다. 테스토스테론을 포함한 안드로겐은 근성장을 높인다. 또한 테스토스테론은 인간에게 있어 거핵구와 혈소판의 트롬복산 수용체 개수를 조절하며, 이를 통해 혈소판 응집을 조절한다.
성인 테스토스테론 효과는 여성보다 남성에게 분명 두드러지지만, 남녀에게 모두 중요하다. 테스토스테론 수치가 인생 후반부에 저하되면서 그 효과도 줄어든다.

#### 건강 위험
테스토스테론은 전립선암 발병 위험을 높이진 않는다. 테스토스테론 차단요법을 받았음에도 거세된 경우의 테스토스테론 수치보다 높은 테스토스테론 수치 증가를 보이는 경우, 이는 보유하고 있는 전립선암 확산율을 증가시키게 된다.
심혈관 건강 유지에 있어 테스토스테론의 중요성에 있어서는 상반된 결과를 보여 왔다. 그럼에도, 노년기 정상 태스토스테론 수치를 유지하는 경우, 지방제외체중, 내장지방량 감소, 총 콜레스테롤 저하, 혈당 조절 등 심혈관 질환 발병률 감소와 관련된 지표들이 향상된다고 밝혀졌다.
안드로겐 수치가 높으면 질병을 가지고 있는 여성은 물론 건강한 일반 여성도 생리불순을 보인다.

#### 성적 흥분
테스토스테론 수치는 성적 활력과 상관 없이 매일 아침에 피크에 이르는 일주야 리듬을 따른다.
여성의 심적 안정이 핵심인 긍정적 오르가즘 경험과 테스토스테론 수치 간에 정적 연관성이 있다. 테스토스테론과 남성의 오르가즘 경험 감지 간의 연관성은 없다. 또한 남녀 모두 테스토스테론 수치가 높을수록 성적 자기주장도 더 높다는 연관성 역시 없다.
여성의 성적 흥분과 자위는 테스토스테론 농도의 소폭 증가를 가져온다. 남성은 자위 이후 다양한 스테로이드의 혈장 수치가 유의미하게 증가하며, 테스토스테론 수치는 이러한 스테로이드 수치들과도 연관되어 있다.

#### 영장류 연구
쥐 연구에 의하면, 쥐들의 성적 흥분 정도는 테스토스테론 감소에 영향받기 쉽다. 테스토스테론이 차단된 쥐들에게 테스토스테론 중간 수치를 투여하면 이 쥐들은 교미나 파트너 선택 등의 성적 행동을 재개하지만, 소량을 주입하면 그렇지 않다. 따라서 이러한 포유동물들은 불감증 등의 환자들에게 하나의 모델을 제공한다.
모든 포유종에게 있어, 남성은 새로운 여성을 만나면 테스토스테론 수치가 증가한다. 반응적 테스토스테론이 수컷 쥐에게서 증가하는 것은 남성의 성적 흥분 초기 수치와 관련된다.
인간을 제외한 영장류 동물들에게서. 테스토스테론은 사춘기 성적흥분을 자극, 이로 인해 여성과의 성적 경험 탐색이 증가하게 되고 여성에 대한 성적 선호를 보인다. 일부 연구에 의하면, 테스토스테론이 성인 남성이나 성인 남성 영장류 사이에서 사라지면 성적 동기가 감소하지만, 성적 활동 능력 자체가 감소하는 것과는 무관하다.
정자 경쟁 이론 입장에서, 성적으로 자극받은 수컷쥐는 이전에는 중립적이었던 자극에도 테스토스테론 수치가 오르는 반응을 보인다. 이런 반응은 발기나 사정 등 하나 이상의 수컷이 짝짓기 대상을 만날 때 정자 경쟁에 도움 주는 음경 반사를 보이게 하여, 정액 생산을 늘리고 번식 기회를 높이도록 한다.

#### 남성
남성에게 테스토스테론 수치가 높은 것은 성적 활동 기간과 관련 있다.
성적으로 노골적인 영화 한 편을 본 남성은 영화가 끝난 이후 60–90분 동안 테스토스테론 수치가 평균 35% 증가하지만, 성적이지 않은 영화를 본 남성은 증가하지 않는다. 또한 성적인 장면이 노출된 영화를 본 남성들은 동기와 경쟁력이 증가하지만 피로는 감소하였다. 성적 흥분 이후 이완과 테스토스테론 수치 간의 연관성도 밝혀졌다.
남성의 짝짓기 행동에 효과를 끼친다는 남성의 테스토스테론 수치는 배란기 여성의 체취에 노출되었는지 여부에 따라 바뀐다. 배란기 여성 체취에 노출된 남성은 배란기가 아닌 여성의 체취에 노출된 경우보다 테스토스테론 수치가 안정되게 유지되었다. 남성은 여성의 호르몬 주기를 예민하게 알아차린다는 것이다. 이는 '배란 전환 가설'과도 연계되어 있다. 남성은 여성이 언제 가장 번식력이 강한지 알아차림으로써 여성의 배란 주기에 반응하도록 적응된다. 그로 인해 여성은 번식력이 가장 강할 때 선호하는 남성 대상을 찾는다. 양쪽 모두 호르몬에 따라 움직인다.

#### 여성
안드로겐은 질 조직의 생리기능을 조절하고 여성의 성적 흥분에 기여한다. 여성의 테스토스테론 수치는 포옹 전보다는 성교 전, 포옹 후 보다는 성교 후에 높다. 여성의 성기 흥분 상태에 있어 테스토스테론이 작용할 때 시간 지연 효과가 있다. 게다가 질의 성적 흥분이 지속적으로 증가하는 것은 성기의 감각과 성적 욕구적 행동이 높아지는 결과를 낳는다.
여성이 테스토스테론 기본 수치가 상대적으로 높으면, 이들은 성적 흥분 수치 증가가 더 높지만 테스토스테론 증가치는 적다. 이는 여성의 테스토스테론 수치에 나타나는 천정 효과이다. 성적인 사고 역시 테스토스테론 수치를 변화시키지만, 여성 신체 내 코르티솔 수치는 변화시키지 않으며, 호르몬 피임은 성적 사고에 대한 테스토스테론 반응의 변화에 효과를 끼칠 것이다.
테스토스테론은 여성 성적 흥분 장애 치료에도 효과가 있다고 밝혀졌다. 또한 피부 패치로도 사용 가능하다. 미국식품의약국(FDA)이 인정한 안드로겐 부족 치료를 위한 안드로겐 조제약은 없다. 그러나 노년 여성의 리비도 저하와 성적 기능 부전 치료를 위한 오프라벨로 사용되어 왔다. 테스토스테론은 갱년기 이후 여성들이 에스트로겐 분비가 원활하게 될 경우 좋은 치료제일 수 있다.

#### 이성 관계
남성은 사랑에 빠지면 테스토스테론 수치가 낮아지지만 여성은 반대로 증가한다. 이로 인해 남녀의 행동 간에 일시적으로 차이가 감소하게 된다. 그러나 약 4년 동안의 "신혼기간"이 끝난 후, 이러한 태스토스테론 수치 변화는 더 이상 보이지 않는다. 테스토스테론 수치가 적은 남자는 관계에, 혹은 결혼 생활에 머물 가능성이 높으며, 수치가 높은 남자는 이혼할 가능성이 높다. 결혼 및 결혼생활 이행은 테스토스테론 수치를 떨어뜨릴 수 있다.
이성 관계가 없었던 독신 남성은 이성 관계가 있었던 남성에 비해 테스토스테론 수치가 낮다. 이는 이전의 이성 관계가 있던 경험이 그렇지 않은 경우보다 더 경쟁성 있다는 것을 시사한다. 유부남의 경우, 배우자나 아이와 시간을 보내는 것 등의 연대 유지 활동을 하는 동안이나 그렇지 않은 동안이나 테스토스테론 수치에 차이가 없다. 종합적으로 이런 결과는 연대 유지 활동에 비해 경쟁 활동 상태가 테스토스테론 수치 변화에 더 관련있다는 것을 말한다.
테스토스테론 수치가 높은 남성이 혼외정사를 벌일 가능성이 더 높다. 테스토스테론 수치는 파트너의 물리적 존재에 영향받지 않는다. 같은 도시에 있거나 장거리 연애중이 있어도 수치는 비슷하다. 물리적 존재는 테스토스테론 파트너의 상호작용에 관한 관계에 있는 여성들에게 필요하다. 같은 도시에 사는 남성과 연애하는 여성은 장거리 연애 여성보다 테스토스테론 수치가 낮다.

#### 아버지
남성은 아버지가 되면 테스토스테론이 줄어든다. 이는 테스토스테론 감소와 연결된 정서와 행동이 아버지의 양육을 촉진한다는 것을 의미한다. 새끼보호행동을 보이는 인간과 다른 동물종에서, 아버지가 자식에게 보이는 투자는 자식의 생존에 이로운데, 이로 인해 부모의 양자관계가 동시에 여러 아이들을 기를 수 있게 되기 때문이다. 자식은 생존하고 번식할 가능성이 높기 때문에, 이에 따라 부모의 번식적합성을 늘린다. 음식의 질이 더 높아지고 신체적 면역학적 위협이 감소될 가능성이 높기 때문에 부모의 양육은 자식의 생존을 높이게 된다. 자식은 오랜 시간 부모에게 의존하고 엄마들은 상대적으로 임신 사이 간극이 짧아지기 때문에, 인간에게 특히 이롭다.
부모 양육의 범위는 문화간에 다양한 반면, 직접적인 아이 양육에 대한 투입이 높을 수록, 평균 테스토스테론 수치가 낮아질 뿐만 아니라 일시적인 동요도 낮아지는 것으로 보였다. 예를 들어, 아이가 고통을 느낄 때 테스토스테론 수치의 동요는 아버지 양육 스타일을 보여준다고 알려졌다. 아버지의 테스토스테론 수치가 아기의 울음을 들은 것에 대한 반응으로 줄어들면, 이는 아기에게 공감하는 것을 가리킨다. 이는 양육 행동이 증가하게 되고 영아에게 더 좋은 결과물이 돌아가게 된다.

#### 동기
테스토스테론 수치는 재정적 결정 상황에서 위험 감수에 있어 주요 역할을 한다.

### 공격성과 범죄
대부분의 연구에서는 성인 범죄와 테스토스테론 간의 관련성에 대해 지지한다. 거의 모든 비행청소년과 테스토스테론 연구는 유의미하지 않다. 또한 대부분 연구에서는 테스토스테론이 반사회적 행동이나 알코올 중독과 같이, 범죄에 관련된 행동이나 성격 특성과 관련이 크다는 것을 밝혔다. 더 일반적인 공격성 행동 및 감정과 테스토스테론 간의 관계에 관하여 많은 연구들이 진행되어 왔다. 연구 절반은 관계가 있다고, 나머지 절반은 없다고 결론내렸다. 시상하부 내에서 바소프레신 수용체 조절을 통해 테스토스테론이 공격성을 발동한다는 것도 연구는 밝혔다.
테스토스테론은 공격성과 경쟁 행동과 관련하여 중요하게 논의된다. 공격성과 경쟁에 있어 테스토스테론 역할에 관한 이론은 두 가지가 있다. 첫번째는 테스토스테론이 사춘기 동안 늘어나기 때문에 공격성을 포함하는 번식행동과 경쟁행동을 발동시키는 도전 가설이다. 따라서 이는 공격성과 폭력성을 발동시키는 남성 혹은 웅성 간의 경쟁 도전이다. 한 연구들에서는 테스토스테론과 지배력 간의 직접적인 연관성을 밝혔으며, 특히 가장 높은 테스토스테론 수치를 보이는 죄수들에게서 보이는 가장 높은 폭력 범죄에서 이러한 사실이 드러난다. 또한 같은 연구에서는 다른 남성이나 웅성에 비해 경쟁적 환경 밖에 있는 아빠들이 가장 낮은 수치를 보인다는 사실을 발견하였다.
두번째 이론은 비슷하며 남성 공격성의 "진화적 뉴런안드로겐 이론"으로 알려져 있다. 테스토스테론과 기타 안드로겐은 자신은 물론 타인에 대한 피해가 가는 위험을 감수하고서라도 경쟁적으로 되기 위하여 두뇌를 남성화하도록 진화하였다. 그렇게 함으로써, 출산전 및 성인 시기 테스토스테론과 안드로겐의 결과로서 남성화 두뇌를 가진 개체는 생존을 위한, 그리고 가능한 많은 짝을 찾아 유혹하고 교미하기 위한 능력을 획득하는 자원을 높이게 된다. 두뇌의 남성화는 성인 시기 테스토스테론 수치뿐 아니라 자궁 속 태아 시기 테스토스테론 노출에 의해서도 조정된다. 손가락 비율이 낮은 것을 통해 출산전 테스토스테론 수치가 보다 높았고, 성인 테스토스테론 수치도 더 높다는 것을 알 수 있으며, 이는 축구선수의 파울이나 공격성을 보일 위험을 높인다. 또한 연구들에서는 출산전 테스토스테론 수치가 상대적으로 높거나 손가락 비율이 더 낮다는 것은 남성의 공격성이 더 높다는 것과 연관있다는 것이 밝혀졌다.
경쟁에서 보이는 테스토스테론 수치 증가는 남성의 공격성을 알려주는 예측 지수가 되나 여성에서는 그렇지 않다. 권총이나 실험 게임을 다루는 대상자는 테스토스테론과 공격성 상승을 보였다. 자연 선택은 남성이 경쟁 상황이나 지위 도전 상황에 더 민감해지도록 진화시켰으며, 테스토스테론의 상호작용 역할은 이런 상황에서 공격적 행동을 보이는데 필요한 성분이 되도록 하였다. 테스토스테론은 폭력성 자극을 폭넓게 볼 수 있는 시각을 촉진함으로써, 남성이나 웅성의 잔인하고 폭력적인 암시에 끌리는 것을 조정한다. 테스토스테론 특화된 구조적 두뇌 특성은 개체 내 공격성 행동을 예측할 수 있다.
테스토스테론은 공정한 행동을 하게 한다. 한 연구에서, 실험대상자들은 한 행동 실험에 참가하였다. 여기서 실액의 금전 분배를 결정했다. 규칙은 공정 및 불공정 제안 모두 허락하였고, 협상 파트너는 제안을 거절하거나 수용할 수 있었다. 제안이 공정할수록 협상 파트너의 거절 가능성은 더 줄어들었다. 타협이 안 되면 어떤 쪽도 돈을 받지 못했다. 인위적으로 테스토스테론 수치를 높인 대상자들은 위약을 받은 이들보다 더 좋고 공정한 제안을 하였고, 제안에 대한 거절 위험성을 최소한으로 하였다. 이 실험 결과에 대해 이후 두 연구에서 입증하였다. 그러나 태스토스테론 수치가 높은 남성은 최종제안 게임에서 27% 정도 덜 관대한 모습을 보였다. 연간 NY 과학 연구는 테스토스테론을 늘리는 아나볼릭 스테로이드 사용이 10대에게 더 높으며, 이는 폭력성 상승과 연관있다는 것을 밝혔다. 또한 연구들에서는 테스토스테론 처방이 일부 참가자들에게서 언어적 공격성과 분노를 높인다는 사실을 발견하였다.
일부 연구들에서는 에스트로겐의 일종인 테스토스테론 유도 에스트라디올이 공격성에 중요한 역할을 할 것이라고 말한다. 에스트라디올은 수컷 쥐의 공격성과 연관되어 있다고 알려져 있다. 게다가 테스토스테론이 에스트라디올로 전환하는 과정은 참새의 양육기동안 수컷의 공격성을 조절한다. 테스토스테론을 증가시키는 아나볼릭 스테로이드를 맞은 쥐들은 "위협 민감성"의 결과로서 도발에 더 물리적 공격성을 보인다.
테스토스테론과 공격성 간의 관계는 간접적으로 기능한다. 테스토스테론은 공격성 경향이 아닌 도전받았을 때 사회적 지위를 유지하도록 하는 경향을 확대하는 것이라는 의견이 제기되었기 때문이다. 대부분의 동물들에게서 공격성은 사회적 지위 유지 수단이다. 그러나 인간은 사회적 지위 획득 방식이 다양하다. 때문에 친사회적 행동이 사회적 지위로 보상되는 경우 테스토스테론과 친사회적 행동 간의 연관성을 규명하려고 한다. 따라서
테스토스테론과 공격성 및 폭력성 간의 연결이 사회적 지위로 보상되는 것이다. 관계는 "허용 효과" 중 하나이기도 하다. 이 효과는 테스토스테론이 공격성 수준을 높이지만, 평균 공격성 수치가 유지되도록 하는 차원에 불과하다. 화학적 물리적 거세는 완전히 없애지는 못하여도 공격성을 감소시킨다. 그러나 거세된 사람은 공격성 수치가 거세 이전의 정상 수준으로 돌아가는데 있어 거세 이전 테스토스테론량의 소량만을 필요로 한다. 심지어 태스토스테론을 추가로 투여하여도 그 수준에 머무르게 된다. 테스토스테론은 기존의 공격성을 과장하거나 확대하기도 한다. 예를 들어, 테스토스테론을 투여받은 침팬지는 사회적 위계가 더 낮은 침팬지에게 공격성을 더 보이지만, 자신보다 높은 위계의 침팬지에게는 계속 복종하게 된다. 따라서 테스토스테론은 침팬지들을 공격적으로 만드는 것이 아니라, 지위가 낮은 침팬지를 향한 기존의 공격성을 확대시킨다.
인간에게 있어 테스토스테론은 단지 신체적 공격성을 늘리는 것뿐 아니라, 지위 탐색과 사회적 지배를 더 촉진한다. 테스토스테론을 투여받았다고 믿는 것의 효과를 통제하면, 테스토스테론을 실제로 받은 여성은 받지 않은 여성보다 더 공정한 제안을 하게 된다.

## 의학적 사용
남성 성선기능저하증, 성별 불쾌감, 특정 유형의 유방암 치료 약물로 사용한다. 이는 호르몬 대체요법 혹은 테스토스테론 대체요법이라고 한다. 요법은 혈청 테스토스테론 수치를 정상으로 유지한다. 남성갱년기로 인한 테스토스테론 생산 저하는 안드로겐 대체요법으로의 관심을 야기한다. 노화로 인한 테스토스테론 수치가 낮은 사람에게 테스토스테론을 처방하는 것이 좋은지 나쁜지는 불분명하다.
테스토스테론은 WHO 필수 의약품 목록에 등재되어 있다. 이는 기초의료제도에 필요한 가장 중요한 약이란 뜻이다. 복제약으로 이용 가능하다. 피부에 바르는 크림이나 피부 패치, 혹은 근육 내 주사, 구강 점막 흡수 약물 알약 형태, 혹은 경구 형태로 처방 가능하다.
흔한 부작용은 여드름, 부종, 여성형유방증이 있다. 심각한 부작용은 간독성, 심혈관계 질환, 행동 변화가 있다. 약물에 노출된 여성이나 아동은 남성화가 보일 수 있다. 전립선암 환자는 약물을 쓰지 않도록 권고한다. 임신이나 수유 기간에는 해를 일으킬 수 있다.
미국내과의사회 2020년 가이드라인은 성 기능 장애가 있는 테스토스테론 저하 성인 남성에게 치료용으로 쓰는 것을 지지했다. 이들은 개선이 있는지 매년 평가하고, 그렇지 않으면 테스토스테론 사용을 중단할 것을 추천한다. 비용 문제와 두 방식의 효과 및 부작용이 비슷하다는 이유에서, 내과의사들은 피하 치료보다는 근육 내 주사를 고려해야 한다. 성 기능 장애 개선 외에 다른 이유로 시행하는 테스토스테론 치료는 권고하지 않는다.

## 측정
태스토스테론의 생체이용성 농도는 베르묄렌 계산법이나 더 정확히는 개량 베르묄렌 방식을 이용하여 측정한다. 이는 성 호르몬 결합 글로불린의 이합체 형태를 고려한다.
두 방식 모두 화학평형을 사용하여 생체이용 가능 테스토스테론 농도를 추론한다. 혈액 순환에서, 테스토스테론은 두 가지 결합 파트너를 가지고 있다. 즉 약한 결합의 알부민(albumin)과 강한 결합의 성 호르몬 결합 글로불린이 그것이다. 측정수단들은 아래 그림에서 상세히 묘사된다.

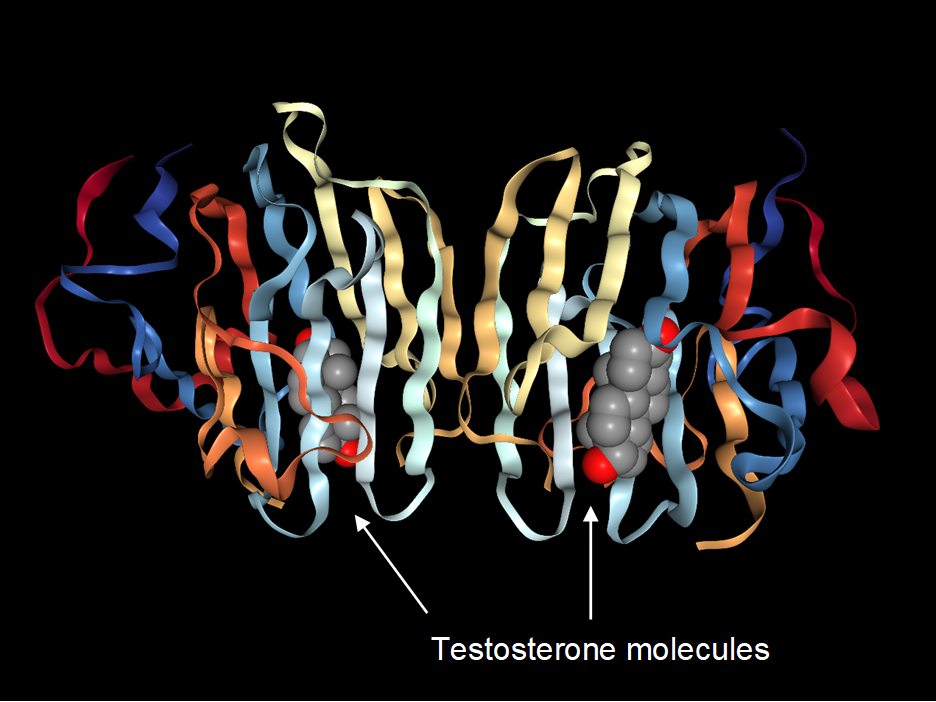
테스토스테론 배위자가 동반한 이합형 성 호르몬 결합 글로불린
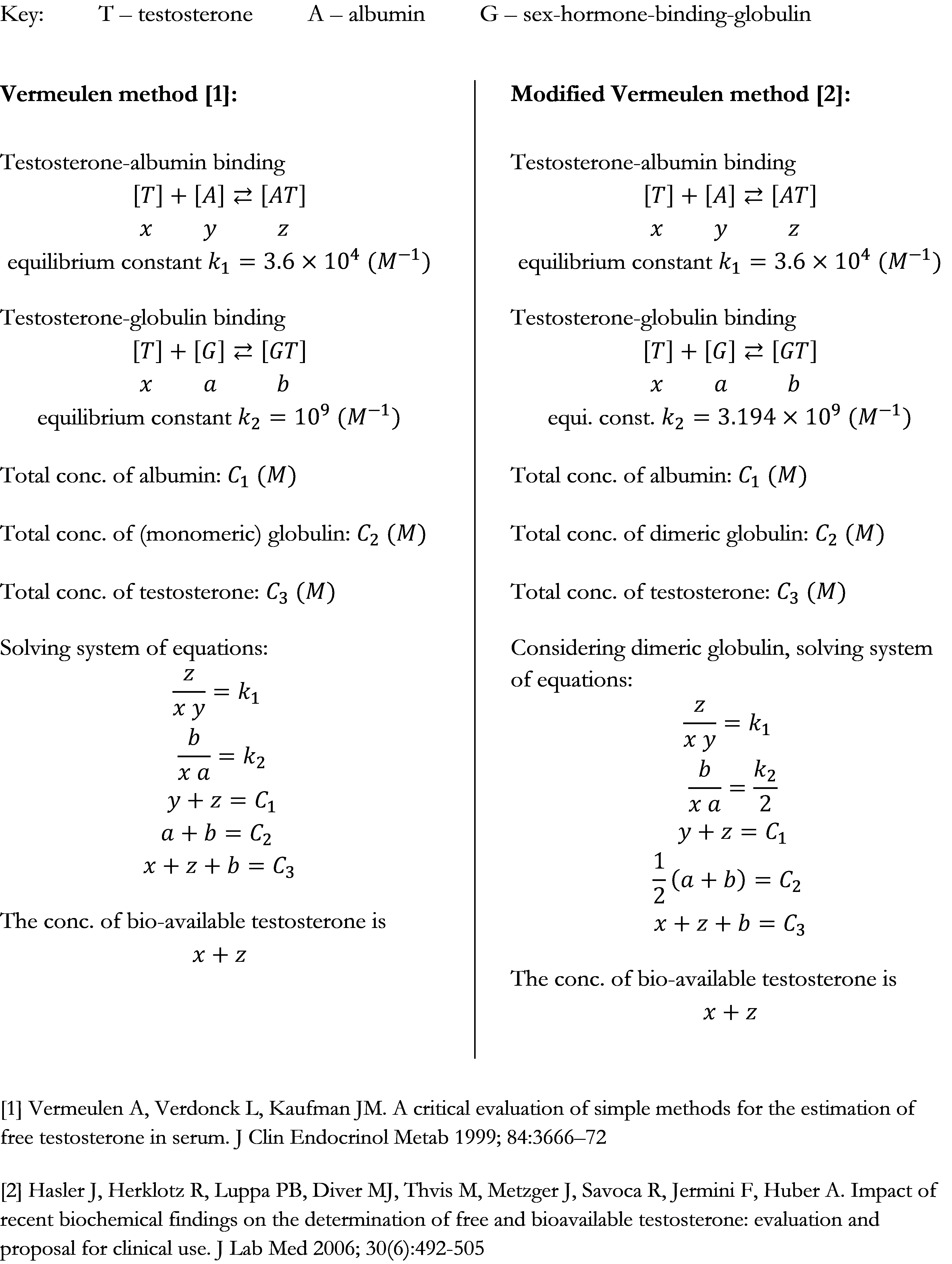
생물학적 이용성 테스토스테론 농도 측정 수단 2가지

## 역사

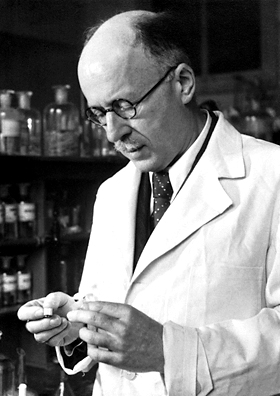
노벨상 수상자 레오폴트 루지치카(Leopold Ružička), 스위스 제약회사 시바(Ciba) 소속 시절 테스토스테론을 합성하는 모습

아놀드 아돌프 베르톨드(Arnold Adolph Berthold, 1803–1861)의 가금류의 거세 및 고환 이식에 관한 초기 연구에서, 고환 활동은 혈액 부분의 순환과 연관지어졌다. 현재 이 혈액 부분은 안드로겐 호르몬군으로 밝혀져 있다. 1889년 하버드 대학교 교수 샤를-에두아르 브라운-세카르(Charles-Édouard Brown-Séquard, 1817–1894)가 1889년 프랑스 파리에 체류할 당시, 개와 기니피그의 고환 추출물을 '회춘약'이라는 이름으로 자신의 피하에 스스로 투여하는 실험을 함으로써, 테스토스테론 활동에 관한 연구는 진전을 보였다. 그는 『란셋(The Lancet)』에 이를 보고, 자신의 행복감과 활력이 현저하게 회복하였지만 효과는 일시적이라고 하였다. 또한 그는 이 물질을 합성하려 하였디만 실패하였다. 동료 연구자들의 조롱으로 그는 인간의 안드로겐 기제 및 효과에 관한 연구를 포기했다.
1927년, 시카고 대학교 생물화학과 교수 프레드 코치(Fred C. Koch)는 시카고 가축수용소에 있는 소들의 고환을 이용하고, 학생들을 고용하여 분리물을 추출하는 장황한 작업을 수행하였다. 그해, 코치와 그의 학생 레뮤엘 맥기(Lemuel McGee)는 40파운드(약 18kg)의 소 고환에서 20mg의 물질을 추출, 거세된 수탉과 돼지와 쥐에게 투여하여 다시 남성화되는 현상을 포착하였다. 1934년, 암스테르담 대학교 에른스트 라케(Ernst Laqueur) 집단은 비슷한 방식으로 소 고환에서 테스토스테론을 추출했다. 그러나 동물 조직으로부터 호르몬을 대량으로 분리하여 인간을 대상으로 연구하는 것은, 1930년대 유럽 3대 거대 제약 회사인 셰링(Schering)(독일 베를린 소재), 오르가논(Organon)(네덜란드 오스 소재), 시바(Ciba)(스위스 바젤 소재)가 대규모의 스테로이드 연구 및 개발 프로그램을 시작하면서 부터였다.
네덜란드 오르가논 그룹은 최초로 테스토스테론 호르몬을 분리하였다. 이는 1935년 5월, "On Crystalline Male Hormone from Testicles (Testosterone)"이라는 논문을 통해 공표되었다. 이들은 고환을 뜻하는 '테스티클(testicle)'과 '스테롤(sterol)'의 어간과 '케톤(ketone)'의 접미사를 합성하여, '테스토스테론(testosterone)'이라 명명하였다. 셰링의 아돌프 부테난트(Adolf Butenandt)는 그단스크기술대학교(Gdańsk University of Technology)의 화학연구소(Chemisches Institut)에서 분자구조를 규명하였다.
1935년 8월, 부테난트와 하니쉬(G. Hanisch)는 콜레스테롤로부터 테스토스테론을 화학합성하였다. 그로부터 1주일 만에, 스위스 취리히 소재 시바 그룹 소속 레오폴트 루지치카(Leopold Ruzicka, 1887–1976)와 베트슈타인(A. Wettstein)은 테스토스테론 합성을 공표하였다. 1939년, 부테난트와 루지치카는 각자 별도로 개발한 테스토스테론 화학합성법으로 노벨 화학상을 공동수상하였다. 테스토스테론의 화학식은 17β-hydroxyandrost-4-en-3-one (C19H28O2)으로, 17번째 탄소 원자에 하이드록실기가 하나 있는 고체형 다환식 알코올이다. 합성 테스토스테론을 에스터화와 알킬화하여 개조할 수 있다는 것을 의미한다.
1930년대 풍부한 잠재적 테스토스테론 에스터의 부분 합성으로, 테스토스테론 효과의 특성을 설명할 수 있게 되었다. 그리하여 1936년, 코차키안(Kochakian)과 무를린(Murlin)은 연구를 통해 테스토스테론이 동화작용의 핵심 기제인 질소 보존을 일으킨다는 것을 개를 통해 보일 수 있었다. 이후, 엘런 케년(Allan Kenyon) 집단은 유사환관증(eunuchoid) 환자 남성 및 소년, 여성에게서 테스토스테론 프로피온산염(testosterone propionate)의 동화 효과 및 안드로겐 효과를 모두 보일 수 있었다. 1930년대 초에서 1950년대에 이르는 시기를 '스테로이드 화학의 황금시기(The Golden Age of Steroid Chemistry)'라고 부른다. 이 시기의 연구들은 급격히 발전하였다.

## 기타 동물종
테스토스테론은 대부분의 척추동물에게 있다. 테스토스테론과 고전적 핵 안드로겐 수용체은 그나토스톰 척추동물 즉 유악류척추동물(有顎類脊椎動物, jawed vertebrate)에게서 처음 나타났다. 칠성장어 등의 아그나탄 척추동물 혹은 무악류척추동물(無顎類脊椎動物, jawless vertebrates)은 테스토스테론 대신 안드로스테네디온을 남성 성호르몬으로 사용한다. 어류는 11-케토테스토스테론이라는 것을 분비한다. 곤충류에는 해당 호르몬으로 엑디손이 있다. 동물 전반에 걸쳐 보이는 스테로이드의 존재는 성호르몬이 하나의 유구한 진화 역사를 가지고 있다는 것을 의미한다.

## 에스트로겐과의 관계
아로마테이스 효소를 통해 에스트로겐으로 바뀐다. 아로마테이스 억제제를 통해 이러한 변환을 피할 수 있다.

## 공격성
한편 테스토스테론은 공격성의 발현에 주요한 역할을 하는 호르몬으로 보고된바있다. 이 호르몬이 공격성의 결과에서 유의미한 의미를 가지기도 하지만 또한 편도체의 활성화와 관련있는 정서 자극 그리고 전전두엽에 의한 억제 저항력은 충동의 필요성과 충동 정도의 조절에 테스토스테론이 주요하게 관여하는 그 역할 자체로도 매우 중요한 바를 시사한다.

## 같이 보기
- 근비대
- 남성의 생식 기관